# Rebecca Rønde Kiilerich
Rebecca Rønde Kiilerich (* 22. Dezember 1987 in Kopenhagen) ist eine dänische Schauspielerin.

## Leben
Rebecca Rønde Kiilerich wuchs in Kopenhagen auf, wo sie bis heute lebt.
Die 1,80 m großgewachsene Rønde Kiilerich absolvierte in ihrer Jugend eine Ausbildung im Balletttanz und wirkte unter anderem am Aarhus Teater oder am Folketeatret in zahlreichen Ballett-Aufführungen mit. Nach ihrem Schulabschluss absolvierte sie eine professionelle Schauspielausbildung an der Schauspielschule des Odense Teater. Sie wirkte als Schauspielerin vor der Kamera bislang in mehreren Filmen und Fernsehserien mit, darunter auch in Kurzfilmen. Sie ist auch als Synchronsprecherin für Animationsfilme und Zeichentrickfilme aktiv, wie beispielsweise für Die Olsenbande auf hoher See oder Kleiner Aladin und der Zauberteppich.
Rebecca Rønde Kiilerich hat einen Sohn (* 2023).

## Filmografie
- 2011: Weekend (Kurzfilm)
- 2016: Lige siden ilden gik ud (Kurzfilm)
- 2017: Vulvodynia
- 2020: Small Town Criminals – Vollzeiteltern, Teilzeitgauner (Fernsehserie, 1 Folge)
- 2021: Øst for hav, fest vor sund (Kurzfilm)
- 2022: The Dinner
- 2022: Carmen Curlers (Fernsehserie, 1 Folge)
- 2023: Chorus Girls (Fernsehserie, 8 Folgen)